# Rick Rosenthal
Richard L. „Rick“ Rosenthal, Jr. (* 15. června 1949, New York, USA) je americký filmový režisér, producent, scenárista a herec. Jeho nejznámějšími filmy jsou Halloween 2 (1981) a Halloween: Zmrtvýchvstání (2002).

## Životopis
Narodil se v New Yorku jako syn Hindy a Richarda L. Rosenthala, Sr. Absolvoval The Choate School a Americký filmový institut. S režisérem Robem Zombiem je jediný z režisérů, který režíroval více než jeden film z americké hororové série Halloween.
Pomohl rozjet kariéru Seana Penna, když byl obsazen do role ve filmu Zlí hoši (1983), tehdy ještě jako neznámý herec. Je vítězem Independent Spirit John Cassavetes Award. V poslední době[kdy?] je zaměřený na režii a produkci nezávislých filmů.